# Nowe Szczepankowo
Nowe Szczepankowo – wieś w Polsce położona w województwie wielkopolskim, w powiecie kościańskim, w gminie Śmigiel.
W okresie Wielkiego Księstwa Poznańskiego (1815-1848) miejscowość wzmiankowana jako Szczepankowo nowe należała do wsi mniejszych w ówczesnym pruskim powiecie Kosten rejencji poznańskiej. Szczepankowo nowe należało do okręgu śmigielskiego tego powiatu i stanowiło część majątku Marownica (dziś Morownica), który należał wówczas do Hektora Kwileckiego. Według spisu urzędowego z 1837 roku Szczepankowo nowe liczyło 59 mieszkańców, którzy zamieszkiwali 8 dymów (domostw).
W latach 1975–1998 miejscowość administracyjnie należała do województwa leszczyńskiego.